# Lăptișor de matcă

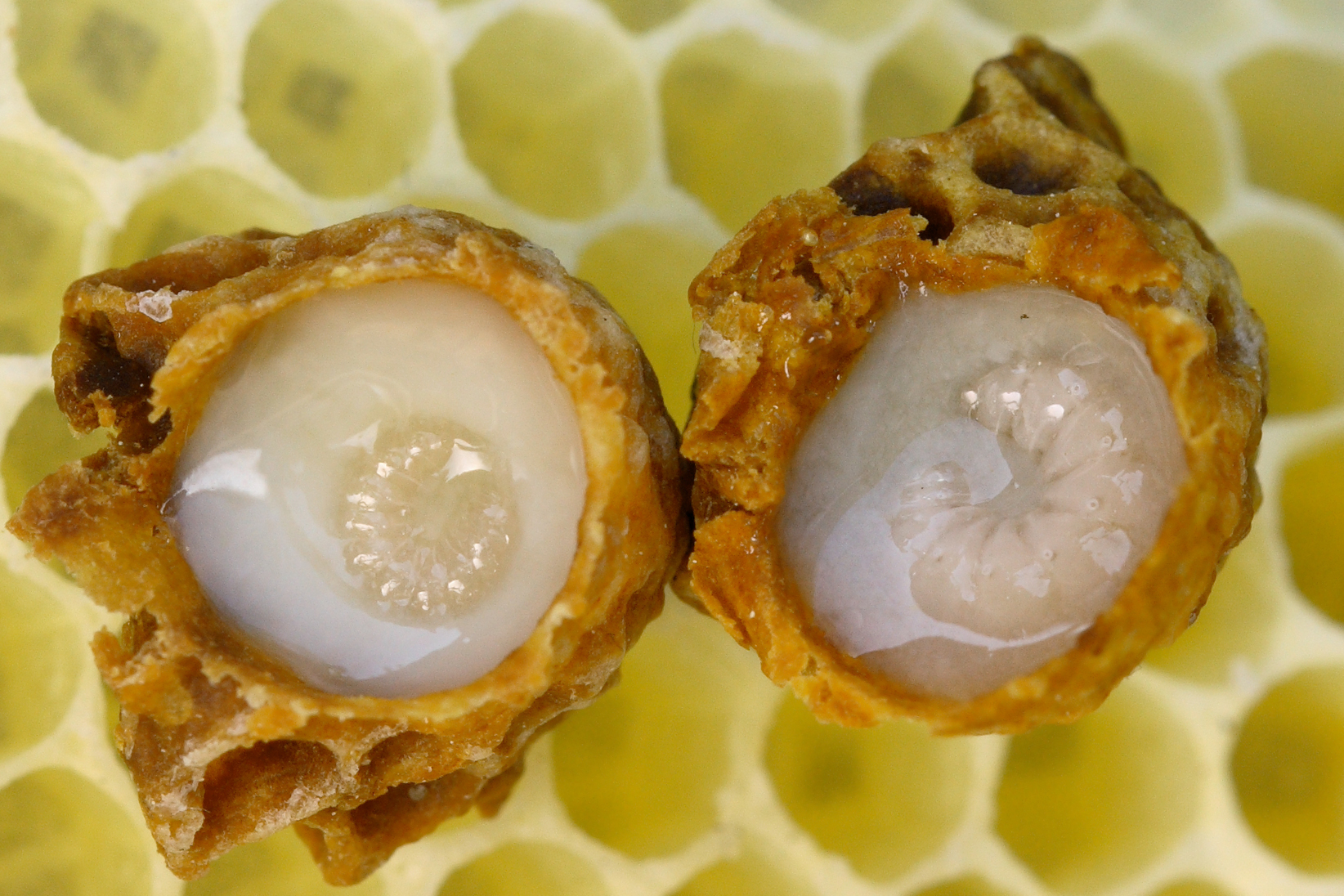
O regină în devenire înconjurată de lăptișor de matcă

Lăptișorul de matcă este o secreție produsă de albine care este utilizată pentru a hrăni reginele, atât adulte cât și în stadiul de larvă.
Este secretat în glandele hipofaringiene ale albinelor, și folosit pentru a hrăni toate larvele din colonie.
Lăptișorul de matcă reprezintă un produs apicol de excepție, care are cel mai mare conținut de vitamine raportat la unitatea de volum. Are proprietăți imunostimulatoare și vindecătoare excepționale, iar efectele sale asupra corpului uman sunt mai mult decât benefice.
Lăptisorul de matcă reprezintă hrana reginei stupului. Tot cu lăptișor de matcă sunt hrănite și larvele, însă numai în primele trei zile de viață, ulterior hrănindu-se cu miere și polen.
Lăptișorul de matcă este o substanță secretată de glandele hipofaringiene ale celor mai tinere albine, în zilele a șasea și a paisprezecea de viață, substanță cu care va fi hrănită matca și puietul în primele trei stadii de dezvoltare larvară. 
Dacă am analiza cât trăieste o matca în comparație cu o albină lucrătoare, am constata că există o diferență de până la zece ori. Concret o matcă poate trăi între 4 și 6 ani, iar o albină trăieste în medie circa 40 de zile. Matca nu se naște matcă, ci este și ea o albină ca oricare alta. Însă, în funcție de evoluția ei în acele prime trei zile de stadiu de larvă, când este hranită cu laptișor de matcă, o albină va fi aleasă să fie regina stupului, iar albinele doici (cele care secretă lăptișorul de matcă) o vor hrăni din acel moment exclusiv cu acest elixir apicol. Așadar efectele lăptișorului de matcă vorbesc de la sine în acest exemplu.